# Myrmeleontidae
I Mirmeleontidi (Myrmeleontidae Latreille, 1802), generalmente noti come formicaleoni, sono una famiglia di insetti appartenenti all'ordine dei neurotteri.

## Etimologia
Il nome Myrmeleontidae è composto dai termini greci μύρμηξ (mýrmex, formica) e λέων (léon, leone); il nome comune, "formicaleone", è composto dai corrispettivi latini di tali termini.

## Descrizione
Sono insetti piccoli diffusi solitamente nelle zone costiere o comunque sabbiose, con larve di dimensioni contenute (1,5 cm) e adulti che raggiungono i 4 cm.

Il formicaleone adulto ha due paia di ali lunghe, strette, con molte venature, e un addome lungo e sottile. Benché somiglino molto alle libellule, appartengono a un ordine d'insetti totalmente diverso. I formicaleoni si possono distinguere facilmente dalle libellule per le loro antenne più lunghe, prominenti, clavate, e da un diverso tipo di tessitura delle ali.

## Biologia
Sono cattivi volatori e di solito si vedono svolazzare di notte, in cerca di un compagno. L'adulto è attivo solo nelle ore serali. Durante il giorno si riposa immobile, ben mimetizzato grazie alle ali trasparenti e al corpo bruno.
Le larve si nutrono di formiche e altri insetti, mentre gli adulti mangiano polline e nettare.
Il ciclo vitale del formicaleone comincia quando la femmina depone le uova nella sabbia. La larva, che come spesso accade negli insetti, ha forma molto diversa dall'adulto, scava molto presto una buca conica nella sabbia, di 6–8 cm di diametro e circa 6 cm di profondità e si apposta lasciando uscire dalla buca solo la testa e le mascelle, attendendo con pazienza. 
Quando una formica o un altro insetto cade nella buca, non riesce a uscirne a causa dell'instabilità e dell'inclinazione delle pareti e attira l'attenzione della larva facendo crollare verso il fondo numerosi granelli di sabbia. Lo stesso formicaleone lancia della sabbia alla sua preda, rendendo ancora più instabile la sua posizione nell'imbuto e facilitandone la caduta verso la bocca. Una volta chiuse le mandibole sulla preda, la larva la trascina sotto la sabbia, dove le inietta del liquido paralizzante digestivo che renderà liquido l'interno della preda, cosicché il formicaleone possa cibarsene semplicemente succhiandola.
Quando è cresciuta abbastanza, la larva costruisce un bozzolo sferico di granelli di sabbia cementati insieme con materiale sericeo. Questi bozzoli possono essere sepolti a diversi centimetri di profondità nella sabbia. Dopo una pupazione di circa un mese, l'adulto fora l'estremità superiore del bozzolo e risale verso la superficie. Dopo una ventina di minuti, l'adulto è pronto a spiccare il primo volo, a nutrirsi e subito dopo a cercare un partner.